# David Riniker
David Riniker (* 4. Januar 1970 in Basel) ist ein Schweizer Cellist und Musiker der Berliner Philharmoniker.

## Biographie
David Riniker war ab dem Alter von sechs Jahren Schüler von Jean-Paul Guéneux, bei dem er neunzehnjährig sein Grundstudium „mit Auszeichnung“ beendete. Drei Jahre später schloss er in der Konzertklasse von Antonio Meneses an der Musik-Akademie der Stadt Basel mit dem Solistendiplom ab. Meisterkurse bei Arto Noras, Boris Mironowitsch Pergamenschtschikow, Wolfgang Boettcher und David Geringas rundeten seine Ausbildung ab.
Beim Schweizerischen Jugendmusikwettbewerb gewann er verschiedene Preise. 1988 vertrat er die Schweiz beim 4e Tournoi Eurovision des Jeunes Musiciens in Amsterdam, 1989 beim Europäischen Preis der Jugend in Warna/Provadija (Bulgarien), wo er mit dem dritten Preis ausgezeichnet wurde.
David Riniker konzertiert als Solist und Kammermusiker in den meisten Ländern Europas, sowie Amerika, China und Japan. Für Rundfunk, Schallplatten und CDs sind Aufnahmen entstanden. Seit 1995 ist David Riniker Mitglied der Berliner Philharmoniker und spielt in verschiedenen Kammerformationen, wie zum Beispiel dem Breuninger-Quartett, dem Oblomow-Trio, dem Philharmonischen Streichtrio oder den 12 Cellisten der Berliner Philharmoniker.

## Instrument
David Riniker spielt ein Cello von Giovanni Grancino (Mailand) aus der Zeit von 1700 bis 1705.

## Gastauftritte
- Philharmonie Berlin
- Osterfestspiele Salzburg
- Beijing Musik Festival
- Konzerthaus Berlin
- Berliner Sibelius Orchester
- Collegium Musicum Basel
- Tonhalle-Orchester Zürich
- Davos Festival
- Internationale Musikfesttage B. Martinů
- National Taiwan Symphonie Orchestra
- Hong Kong Arts Festival
- Dresdner Musikfestspiele
- Prager Frühling
- Kammeroper-Festival Budapest
- Musikalische Wochen Sofia
- Festival Dialoge Kiew
- Festival Romaeuropa Rom
- Europäische Festspiele Passau
- Zürcher Festspiele

Mit den 12 Cellisten der Berliner Philharmoniker:
- Suntory Hall, Tokio
- Shanghai Concert Hall
- Alte Oper Frankfurt
- Philharmonie Essen
- Philharmonie Köln
- Musikhalle Hamburg
- Herkulessaal München
- Liceu Barcelona
- Mozarteum Salzburg
- Seoul Arts Center
- Semperoper Dresden
- Carnegie Hall New York
- BBC Proms London
- Lucerne Festival
- Tonhalle Zürich
- Philharmonie Luxembourg
- Stadtcasino Basel

## Diskografie
- 1990 – Max E. Keller: Kammermusik Dornenbahn (1983) für Violoncello solo (David Riniker)
- 1993 – Rudolf Moser: Passacaglia für Violoncelli, Op. 72, Gustav Rivinius, Yi-Bing Chu, David Riniker, Wen Sinn Yang, Adnana Alexandrescu, Luc Aeschlimann, Albert Roman
- 1993 – Aargauer Komponisten: Peter Mieg: Doppelkonzert(1983/84), Karl-Andreas Kolly, Klavier, David Riniker, Violoncello, Südböhmische Kammerphilharmonie Budweis, Daniel Schmied
- 1993 – Johannes Brahms: sämtliche Klavier Trios, Karl-Andreas Kolly, Klavier; Andreas Friedrich, Violine; David Riniker, Violoncello, TRIO NOVANTA
- 1993 – Berio/Denissow: Vokalwerke, Luciano Berio: Folk Songs für Mezzosopran, Flöte, Klarinette, Viola, Violoncello, Harfe und Schlagzeug, Chamber Music nach James Joyce für Mezzosopran, Klarinette, Violoncello und Harfe, Edison Denissow: La vie en rouge nach Boris Vian für Flöte, Klarinette, Violine, Violoncello und Klavier, ensemble für neue musik zürich
- 2002 – Noriyasu Tanaka: Chamber Music vol. II (David Riniker, Violoncello) et al.
- 1995 – Mendelssohn: Piano Sextet in D; Clarinet Sonata in E flat; Etc. par David Riniker, Dmitri Ashkenazy, Felix Mendelssohn, et Karl-Andreas Kolly par Pan
- 1996 – Peter Mieg: Peter Mieg Sonate für Violoncello und Klavier (1986), Karl-Andreas Kolly, Klavier; David Riniker, Violoncello
- 1997 – Ernst von Dohnányi: Serenade Op. 10, Zoltán Kodály: Intermezzo, Robert Fuchs: Streichtrio Op. 94, Arnold Schönberg Streichtrio Op. 45, Late Romantic String Trio, Philharmonisches Streichtrio, Berlin
- 1998 – Mozart: Klavierquartett in Es-Dur KV 493 Divertimento für Streichtrio in Es-Dur KV 563, Philharmonisches Streichtrio, Berlin und Luc Devos, Klavier
- 2000 – Die 12 Cellisten der Berliner Philharmoniker, South American Getaway, mit Juliane Banse, Sopran
- 2001 – César Franck: sämtliche Klavier Trios, Karl-Andreas Kolly, Klavier; Andreas Friedrich, Violine; David Riniker, Violoncello, TRIO NOVANTA
- 2002 – Bohuslav Martinů: Duo Nr. 1 für Violine und Violoncello, Maurice Ravel: Sonate für Violine und Violoncello, Zoltán Kodály: Duo für Violine und Violoncello op. 7 (Christoph Streuli Violine, David Riniker Violoncello)
- 2002 – Die 12 Cellisten der Berliner Philharmoniker, Round Midnight, mit Gast-Künstlern Till Brönner (Flügelhorn) und Sir Simon Rattle (Mozart-Rap).
- 2004 – Michael Hersch: Chamber Music, David Riniker (Duo und Oktett, Violoncelle), Ludwig Quandt (Violoncelle), Michael Hersch (Compositeur), Michael Hersch (Piano), Matthew Hunter (Duo, Alto) et al.
- 2004 – Die 12 Cellisten der Berliner Philharmoniker, as time goes by, (Arrangements u. a. von David Riniker)
- 2005 – Dieter Ammann: hat[now]ART, Violation für Vc Solo und ensemble Imagination against numbers für Vc Solo, Gehörte Form Streichtrio, Philharmonisches Streichtrio, Berlin, ensemble für neue musik zürich
- 2006 – Noriko Hisada: hat[now]ART, Landscape für Flöte, Klarinette, Violine, Violoncello, Percussion, Continuance für Violine und Violoncello (Urs Bumbacher, David Riniker, Prime ∂ für Flöte, Klarinette, Violine, Violoncello, Klavier und Schlagzeug), ensemble für neue musik zürich
- 2006 – Die 12 Cellisten der Berliner Philharmoniker, Angel Dances, (Arrangements u. a. von David Riniker)